# Oranjedorp

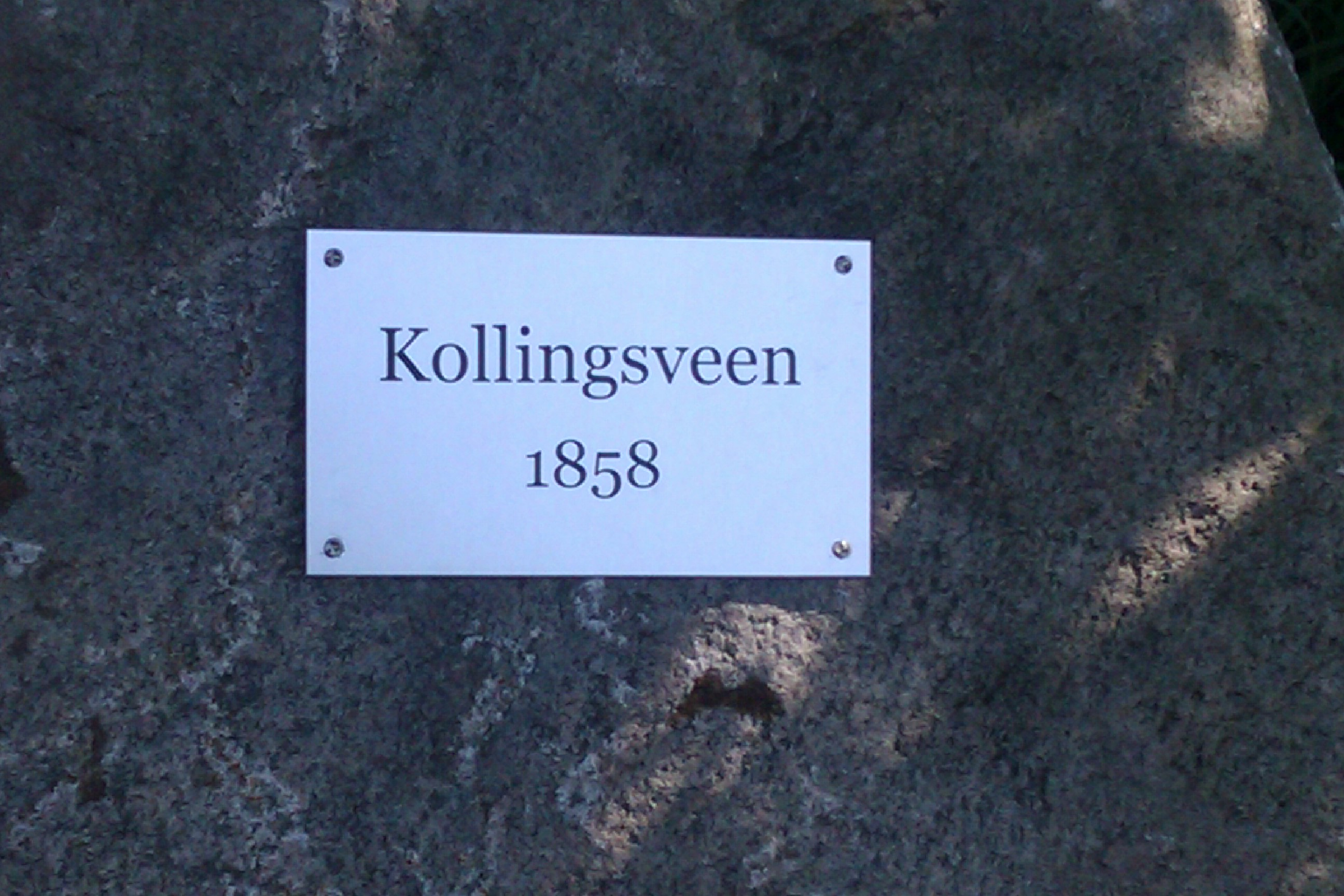
Gedenksteen voor het ontstaan van het Kollingsveen in 1858

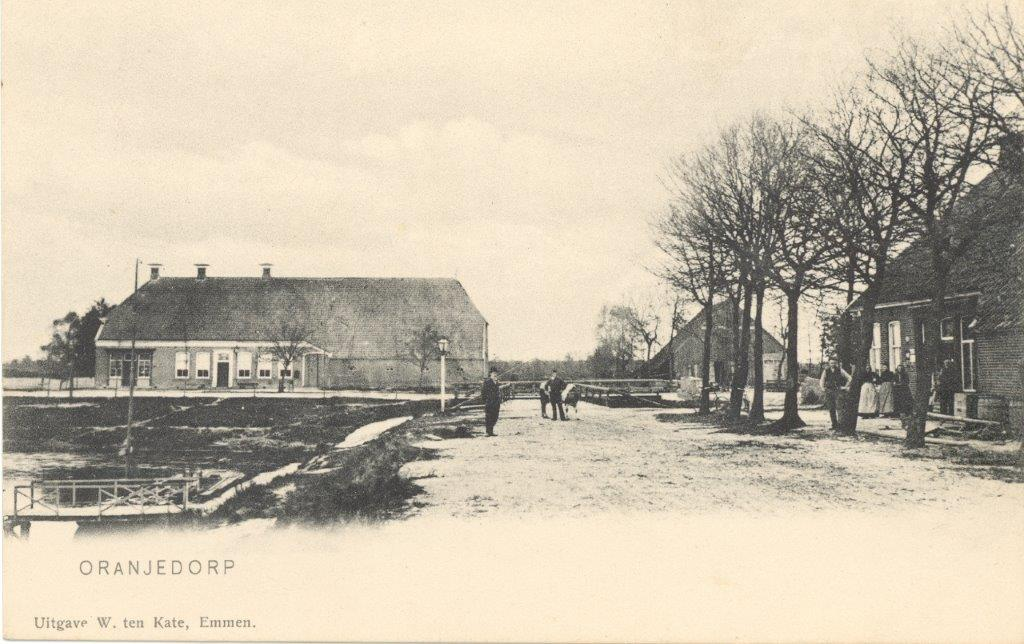
Oud Dorpsaangezicht

Oranjedorp is een dorp in de Nederlandse provincie Drenthe, gemeente Emmen. Het postadres van de inwoners van het dorp valt onder die van Nieuw-Dordrecht, Oranjedorp is een zelfstandig dorp met een eigen EOP (Erkende overlegpartner met Gemeente Emmen).

## Geografie
Het dorp ligt iets ten zuiden van Emmen en heeft een landelijk karakter met uitsluitend particuliere woningbouw en kleine industrie.
Oranjedorp wordt meer en meer ingesloten door de oprukkende industrie vanuit Emmen en Klazienaveen. Het aan banden leggen van de daarmee gepaard gaande verkeersoverlast en -onveiligheid is binnen de dorpsgemeenschap dan ook een belangrijk gespreksonderwerp.

## Geschiedenis
De geschiedenis van Oranjedorp is verweven met de geïsoleerde ligging van Zuidoost-Drenthe. Het dorp heeft kunnen ontstaan dankzij het ontvenen van het grote Bourtangermoeras. Kollingsveen is de oude naam voor het latere Oranjedorp, dat lag aan het voormalige Bargermeer ten noordwesten van de Oevermans Kollink. Kollingsveen werd al in 1857 beschreven met de zinnen: "Er is in het Kollingsveen eene veenkolonie ontstaan waar voor enige dagen het eerste kind werd geboren". Het betrof Aleida Jacoba Klok, dochtertje van de uit Smilde afkomstige Bartelt Klok, arbeider van de maatschappij, en zijn vrouw Klaasje Bos. In 1858 kwam het Oranjekanaal gereed en begon de Drentsche Veen- en Middenkanaal Maatschappij te Dordrecht de omliggende complexen veen te ontginnen. Daartoe moest een kanaal worden aangelegd vanaf het Oranjekanaal naar de Verlengde Hoogeveense Vaart bij Klazienaveen. Dit kanaal, aangelegd onder supervisie van opzichter Bladder, werd de naar hem genoemde Bladderswijk. Men begon in 1861 te graven en in 1894 ging het eerste schip vanaf het Oranjekanaal door de Bladderswijk naar de Hoogeveense Vaart.

## Trivia
- Oranjedorp moet niet verward worden met Oranje, een ander langs het Oranjekanaal gelegen dorp.